# Гривко, Сергей Дмитриевич
Сергей Дмитриевич Гривко (укр. Сергій Дмитрович Гривко; род. 12 декабря 1985 года, Чернигов) — украинский общественный деятель, политик.
Народный депутат Украины IX созыва.

## Биография
Окончил Черниговский государственный институт экономики и управления (специальность «Менеджер-экономист»).
Гривко является председателем совета Черниговской городской общественной организации «Добровольцы». Основатель ОО «Украинский центр противодействия преступности и коррупции».
Член Молодежного совета при Черниговском городском совете. Член Общественного совета при Черниговской ОГА.
Он работал менеджером по продажам ООО «ЧерниговГазСпецСервис», был младшим научным сотрудником в Черниговском государственном институте экономики и управления.

## Политическая деятельность
В 2015 году — кандидат в депутаты Черниговского горсовета от партии «Наш край».
Кандидат в народные депутаты от партии «Слуга народа» на парламентских выборах 2019 года, № 114 в списке. На время выборов: временно не работает, член партии «Слуга народа». Проживает в Чернигове.
Член Комитета Верховной Рады по вопросам социальной политики и защиты прав ветеранов, председатель подкомитета по вопросам социальной защиты и реабилитации лиц с инвалидностью и регулирования деятельности их предприятий и общественных объединений.